# Россика (изобразительное искусство)
Россика — термин, использующийся в российской истории искусства для обозначения западноевропейских художников, работавших в России в XVIII — первой половине XIX века.

## Терминология
«Термин „россика“, которым оперировали старые исследователи, разумеется, условен, хотя удобен в силу своей привычности и лаконизма. Обычно под ним подразумевают произведения иностранцев, работавших в России, главным образом, живописцев, а из них — портретистов», но также рисовальщиков, гравёров, скульпторов и архитекторов. Многие западноевропейские художники выполняли крупные заказы российских императоров, не покидая родину. 
Это касалось даже выполнения настенных и потолочных росписей, которые выполняли на холсте или на металле, а потом доставляли в Россию и закрепляли в интерьере соответствующего здания. Такова, например, история плафона «Олимп» для Иорданской лестницы Зимнего дворца в Санкт-Петербурге, который живописец Гаспаро Дициани не позднее 1760 года выполнил, не покидая Италии. Таким же образом работали его современники Франческо Дзуньо, Якопо Гуарана, Джамбаттиста Питтони, а в XIX веке — Иоганн Георг Хильтеншпергер и многие другие. 
Иные иностранные мастера большую часть жизни проработали в России, «обрусели», но их произведения также относят к россике. В современном значении россика — это совокупность всех произведений иностранных мастеров и материалов, имеющих отношение к России «как культурного явления в целом, а также его национальных, тематических и иных составляющих».
С другой стороны, многие дореволюционные российские художники с «иностранными» фамилиями в действительности родились и сформировались как деятели искусства в самой России, поэтому их творчество относят не к россике, а собственно к русскому искусству. Это, в частности, Д. А. Бенкендорф, Р. А. Берггольц, Д. Д. Бушен, А. Б. Виллевальде, Б. П. Виллевальде, Э. С. Вилье де Лиль-Адан, А. В. Ганзен, В. И. Гау, Э. П. Гау, К. Э. Гефтлер, Г. А. Гиппиус, С. Ф. Деладвез, Ю. Ю. Клевер, М. П. Латри, А. В. Нотбек, Г. В. Розен, П. Г. Тизенгаузен, Е. Я. Франкен (ур. Кёбер), А. Н. Шильдер, Н. Г. Шильдер, В. К. Шульман, И. Ф. Шультце, И. Е. Эггинк и многие другие.

## Некоторые иностранные живописцы и скульпторы, работавшие в императорской России
- Альбани, Кончецио
- Анрикес, Бенуа-Луи
- Антонелли, Дмитрий Иванович
- Антонелли, Франц Иванович
- Аткинсон, Джон Огастес
- Барду, Иоганн
- Барду, Карл Вильгельм
- Баризьен, Фридрих Гартман
- Бароцци, Серафино
- Беллоли, Андрей Францевич
- Беннер, Жан Анри
- Бернардацци, Джузеппе Раймондо
- Бернаскони, Иосиф Иванович
- Босси, Доменико
- Боссоли, Карло
- Ботман, Егор
- Бредов, Альберт
- Бромптон, Ричард
- Бруни, Антон Осипович
- Брюнних, Мортен Тране
- Бухгольц, Генрих
- Бушар, Поль Луи
- Валериани, Джузеппе
- Ведекинд, Иоганн Генрих
- Велли, Жан Луи де
- Вендрамини, Джованни
- Вендрамини, Франческо
- Верне, Пьер Жозеф Мари
- Виги, Антонио
- Виже-Лебрен, Элизабет
- Витт, Генрих де
- Виолье, Анри Франсуа Габриэль
- Вуаль, Жан-Луи
- Гебенс, Адольф Иванович
- Гейслер, Кристиан Готфрид Генрих
- Гесс, Петер фон
- Гзелль, Георг
- Гзелль, Доротея Мария
- Градицци, Пьетро
- Грасси, Йозеф Матиас
- Горшельт, Теодор
- Гронкель, Виталь Жан де
- Гроот, Георг Христофор
- Гроот Йохан Фридрих
- Губе, Андрей Игнатьевич
- Гульельми, Грегорио
- Гуттенбрунн, Людвиг
- Дарбес, Иосиф Фридрих Август
- Дезарно, Август Осипович
- Делабарт, Жерар
- Делапьер, Николя Бенжамен
- Дёринг, Юлиус Иоганн
- Дессен, Эмиль Франсуа
- Дорнер, Иоганн Конрад
- Доу, Джордж
- Дункер, Иоганн Франц
- Зимм, Франц Ксавер
- Зичи, Михай
- Зурландт, Карл
- Жилле, Николя-Франсуа
- Кадоль, Огюст
- Каноппи, Антонио
- Каравак, Луи
- Карделли, Сальваторе
- Квадаль, Мартин Фердинанд
- Клаубер, Игнац Себастьян
- Клаус, Михаэль Людвиг
- Козина, Шандор
- Колло, Мари-Анна
- Коррадини, Георг
- Крюгер, Франц
- Кур, Жозеф-Дезире
- Куртейль, Никола де
- Кюгельхен, Герхард фон
- Кюгельген, Карл фон
- Кэстль, Джон
- Лагрене, Ансельм Франсуа
- Лагрене, Луи Жан-Франсуа
- Лампи, Иоганн (Старший)
- Лампи, Иоганн (Младший)
- Лаш, Карл Иоганн
- Лебрен, Андре Жан
- Ле Лоррен, Луи
- Лепренс, Жан-Батист
- Людден, Иоганн Пауль
- Людерс, Давид
- Мейер, Иоганн Якоб
- Меттенлейтер, Иоганн Якоб
- Мивилль, Жак-Кристоф
- Митуар, Бенуа-Шарль
- Молинари, Александр
- Монье, Жан-Лоран
- Набхольц, Иоганн Христиан
- Натье, Жан-Марк
- Оснер, Ганс Конрад
- Патерсен, Бенжамен
- Перезинотти, Антонио
- Периньон, Алексис
- Пино, Николя.
- Преннер, Георг Каспар
- Портер, Роберт Кер
- Пфандцельт, Лукас Конрад
- Радиг, Антон Яковлевич
- Райт, Томас
- Ризенер, Анри-Франсуа
- Ритт, Августин Христиан
- Робертсон, Кристина
- Розенкампф, Мария Павловна
- Роллан, Луи
- Ромбауэр, Янош
- Рослин, Александр
- Росси, Игнатий
- Росси, Пётр Осипович
- Ротари, Пьетро
- Самсуа, Жан де
- Сандерс, Джозеф
- Скотти, Джованни Батиста
- Скотти, Доменико
- Скотти, Карл
- Скотти, Пьетро
- Спет, Иван Иванович
- Тамес, Павел
- Таннауэр, Иоганн Готфрид
- Тейхер, Иоганн Христофор
- Тишбейн, Иоганн Фридрих Август
- Тишбейн, Людвиг Филипп
- Тозелли, Анжело
- Токке, Луи
- Тончи, Сальваторе
- Торелли, Стефано
- Траверс, Жан Балтазар де ла
- Туксен, Лауриц
- Унгевиттер, Хуго
- Уокер, Джеймс
- Урбани, Андреа
- Фальконе, Этьен Морис
- Фонтебассо, Франческо
- Франкарт, Иоганн Бальтазар
- Френц, Рудольф Фердинандович
- Фросте, Николя Себастьян
- Христинек, Карл Людвиг
- Шерадам, Софи
- Шлютер, Андреас
- Шмидт, Иоганн Генрих
- Штелин, Якоб
- Штенглин, Иоганн
- Шхонебек, Адриан
- Эллигер, Оттомар II
- Эллигер, Оттомар III
- Эри, Ганс Якоб
- Эриксен, Виргилиус